# Narmer
Narmer (3273 TCN—2987 TCN) là một vị vua Ai Cập cổ đại trong giai đoạn Sơ triều đại Ai Cập. Ông có lẽ là người đã kế vị vua Scorpion II hoặc Ka và còn được coi là người đã thống nhất Ai Cập và sáng lập nên Vương triều thứ Nhất, do đó cũng là vị vua đầu tiên của một vương quốc Ai Cập thống nhất.

## Danh tính

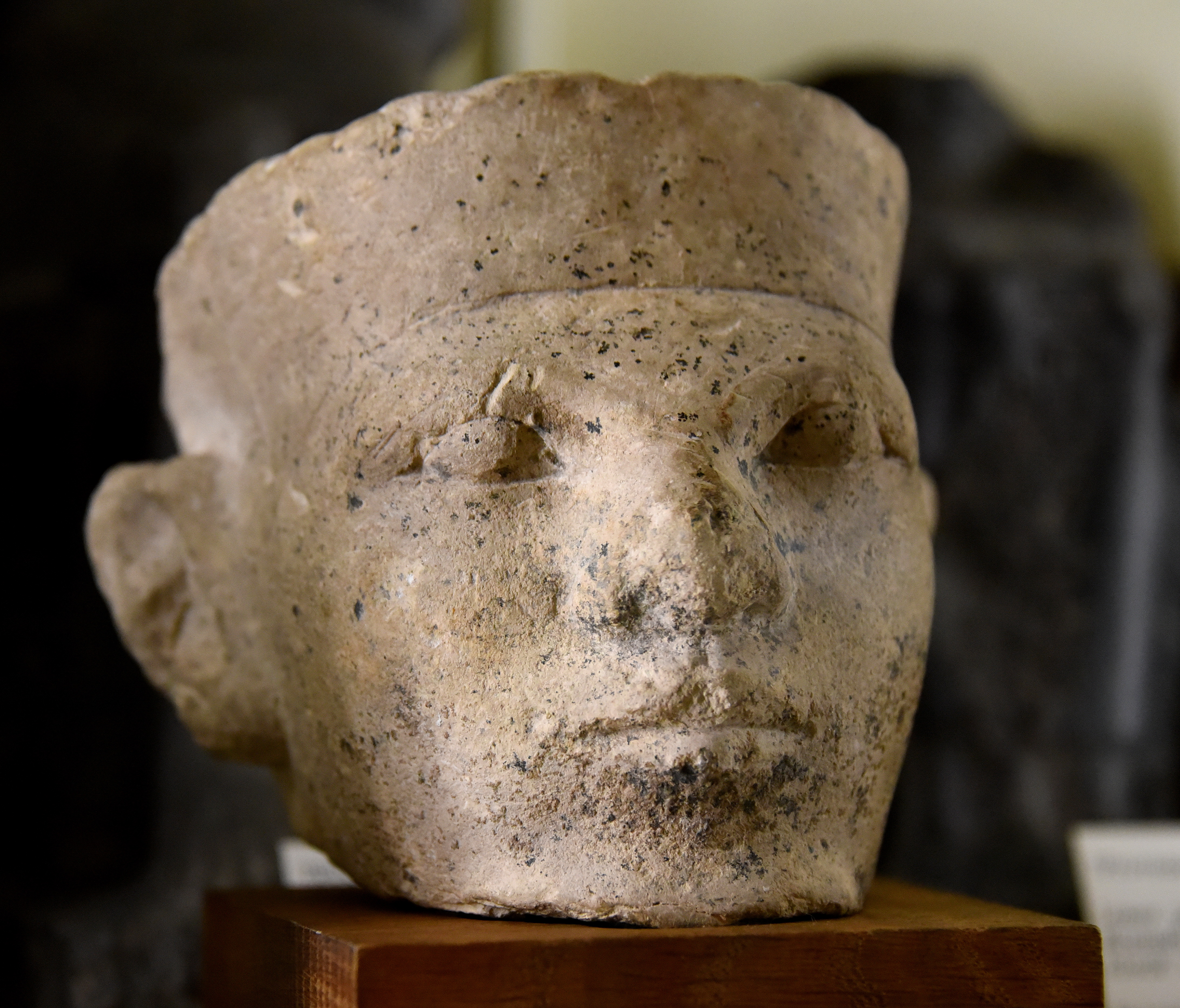
Đầu đá vôi của một vị vua. Petrie nghĩ rằng là Narmer. Petrie mua nó ở Cairo, Ai Cập. Triều đại thứ 1.

Danh tính của Narmer hiện vẫn đang được tranh luận, mặc dù hầu hết các nhà Ai Cập học ngày nay đã đồng nhất Narmer với vị pharaon thuộc vương triều đầu tiên, Menes, người cũng được ghi nhận là đã thống nhất Ai Cập, và là pharaon đầu tiên. Kết luận này được dựa trên tấm bảng đá Narmer mà trên đó cho thấy Narmer là người đã thống nhất Ai Cập và hai con dấu nghĩa địa từ Umm el-Qa'ab, Abydos cho thấy ông là vị vua đầu tiên của vương triều thứ nhất.
Niên đại xấp xỉ của Narmer / Menes được ước tính là vào thế kỷ 31 hoặc thế kỷ thứ 32 TCN Các khuynh hướng chủ đạo gần đây lại ước tính, sử dụng cả phương pháp lịch sử và niên đại carbon phóng xạ, là nằm trong khoảng từ năm c. 3273–2987 TCN.

## Tên gọi
Cách viết đầy đủ tên của Narmer gồm có các chữ tượng hình tượng trưng cho một con cá da trơn (n'r) và một cái đục (mr), do vậy đọc là "Narmer". Từ này đôi khi được dịch là "Con cá da trơn hung hăng". Tuy nhiên, cách đọc này không nhận được sự nhất trí. Các cách dịch khác bao gồm "con cá da trơn tức giận, chiến đấu, hung dữ, đau đớn, mãnh liệt, ác, tai họa, cắn, đe dọa", hoặc "chích". Một số học giả đã sử dụng những cách tiếp cận hoàn toàn khác để đọc tên gọi này mà không bao gồm cả "con cá da trơn" trong tên,thế nhưng những cách tiếp cận này đã không được chấp nhận rộng rãi.
Thay vì kết hợp cả hai chữ tượng hình, tên của Narmer thường được thể hiện dưới một dạng viết tắt chỉ bằng biểu tượng cá da trơn, đôi khi được cách điệu hóa, thậm chí trong một số trường hợp chỉ được thể hiện bằng một đường ngang.Cách viết đơn giản này dường như liên quan đến hình thức của ngữ cảnh. Trong mọi trường hợp khi mà một serekh được thể hiện trên một tác phẩm bằng đá, hoặc một vết con dấu chính thức, nó có cả hai biểu tượng. Nhưng trong trường hợp khi mà tên gọi này được thể hiện trên một mảnh đồ gốm hoặc một bản khắc đá, đa phần nó chỉ có con cá da trơn, hoặc chỉ xuất hiện một phiên bản đơn giản của nó.
Hai cách viết thay thế khác cho tên của Narmer cũng đã được tìm thấy. Trên một dấu niêm phong bằng bùn từ Tarkhan, biểu tượng tượng trưng cho con chim Tjay (ký tự Gardiner G47, một con chim non đang vỗ cánh) đã được thêm vào hai biểu tượng tượng trưng cho "Narmer" bên trong serekh. Nó được hiểu với nghĩa là "Namer người đàn ông", tuy nhiên theo Ilona Regulski,"biểu tượng thứ ba (con chim Tjay) không phải là một phần không thể thiếu của tên gọi hoàng gia bởi vì nó rất ít khi xuất hiện". Godron  nêu ra giả thuyết rằng biểu tượng phụ này không phải là một phần của tên, nhưng nó được đặt vào bên trong serekh để tạo ra bố cục thích hợp.
Ngoài ra, hai dấu niêm phong nghĩa trang từ Abydos lại thể hiện tên gọi này theo một cách dị thường: cái đục được thể hiện ở vị trí thường thuộc về con cá da trơn, biểu tượng này được một số học giả giải thích như là một tấm da động vật . Theo Dreyer, nó có thể là một con cá da trơn với một cái đuôi bò, tương tự như hình ảnh của Narmer trên tấm bảng đá Narmer, mà trong đó ông được thể hiện là đang đeo một chiếc đuôi bò như là một biểu tượng của quyền lực.

## Vương triều

### Có thể đồng nhất với Menes

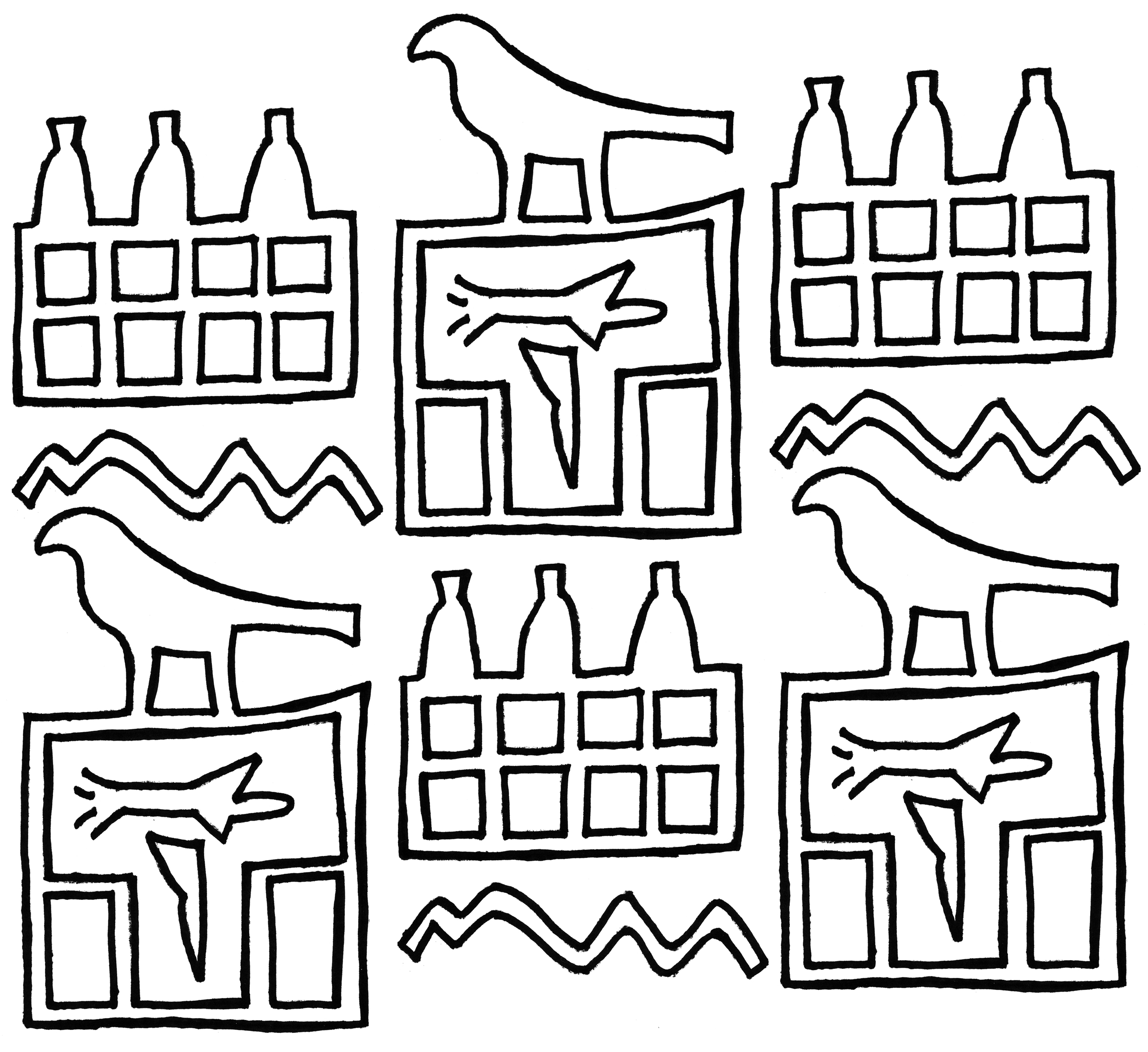
Phục dựng lại dấu ấn triện của Narmer-Menes từ Abydos

Mặc dù có mối quan hệ tương quan nhiều với nhau nhưng câu hỏi về việc "Menes là ai?" và "Ai đã thống nhất Ai Cập?" lại là hai vấn đề thực sự khác biệt. Narmer thường được cho là đã thống nhất Ai Cập bằng cách chinh phục Hạ Ai Cập từ Thượng Ai Cập. Trong khi Menes theo truyền thống lại được coi là vị vua đầu tiên của Ai Cập cổ đại, Narmer đã được đa số các nhà Ai Cập học đồng nhất với Menes. Bất chấp sự tranh cãi một cách quyết liệt (Hor-Aha, người kế vị Narmer, là lựa chọn chủ đạo được nhiều tác giả đồng nhất với Menes), quan điểm nổi bật nhất đó là cho rằng Narmer chính là Menes.
Vấn đề này gây nhầm lẫn là vì "Narmer" là một tên Horus, trong khi "Menes" là một tên riêng (tên lúc sinh ra hoặc tên nisut-bitj). Tất cả các bản danh sách vua mà bắt đầu xuất hiện vào thời kỳ Tân Vương quốc thì lại liệt kê tên riêng của các vị vua, và hầu hết đều bắt đầu với Menes, hoặc bắt đầu với các vị vua là thần / hoặc bán thần và Menes là "vị vua con người" đầu tiên.

### Namer và sự thống nhất Ai Cập
Tấm bảng đá Narmer nổi tiếng, được James E. Quibell phát hiện vào năm 1898 tại Hierakonpolis, đã cho thấy Narmer mang biểu tượng của cả Thượng và Hạ Ai Cập, dẫn đến giả thuyết cho rằng ông là người đã thống nhất hai vương quốc. Kể từ khi nó được phát hiện, đã có tranh luận xung quanh vấn đề đó là liêu tấm bảng đá Narmer tái hiện một sự kiện lịch sử hoặc đơn giản nó chỉ hoàn toàn mang tính biểu tượng. Tuy nhiên, vào năm 1993, Günter Dreyer đã phát hiện tại Abydos một nhãn ghi năm của Narmer miêu tả sự kiện tương tự như trên tấm bảng Narmer và điều đó cho thấy rõ ràng rằng Bảng đá Narmer đã miêu tả một sự kiện lịch sử thực tế.
Một số nhà Ai Cập học cho rằng Menes cũng chinh là Hor-Aha và rằng ông ta đã thừa hưởng một vương quốc Ai Cập đã được thống nhất bởi Narmer; Những người khác lại cho rằng Narmer đã bắt đầu quá trình thống nhất đất nước nhưng đã không thành công hay mới chỉ thành công một phần, và đã được Menes hoàn tất.
Một giả thuyết khác có thể nữa đó là Narmer là người kế vị trực tiếp của vị vua đã cố gắng để thống nhất Ai Cập (có lẽ là Vua Bò cạp, vì tên của ông ta cũng được tìm thấy trên một đầu chùy được phát hiện ở Hierakonpolis), nhưng ông đã chấp nhận và sử dụng biểu tượng của sự thống nhất đó mà có lẽ đã được sử dụng từ vương triều trước.
Hai dấu ấn triện nghĩa địa bằng bùn có ghi danh sách các vị vua được tìm thấy gần đây trong các ngôi mộ của Den và Qa'a (ở Abydos) đều cho thấy Narmer là người đã sáng lập nên vương triều đầu tiên, theo sau ông là vua Hor-Aha. Dấu ấn triện của Qa'a cho thấy toàn bộ cả tám vị vua của vương triều đầu tiên theo một trình tự chính xác bắt đầu với Narmer. Menes không được đề cập trong cả hai danh sách các vị vua, bởi vì vào thời điểm đó tên gọi thường được sử dụng trên các tượng đài là tên Horus, trong khi Menes là một tên riêng.
Vợ của ông được cho là Neithhotep (nghĩa là: "thần Neith được hài lòng"), một công chúa của Hạ Ai Cập. Những dòng chữ khắc mang tên bà đã được tìm thấy trong các ngôi mộ thuộc về những vị vua kế vị trực tiếp của Narmer là Hor-Aha và Djer, ngụ ý rằng bà là mẹ của Hor-Aha.

## Lăng mộ

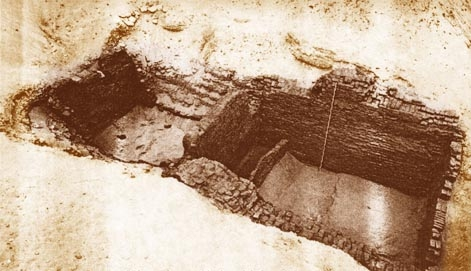
Hai căn phòng chôn cất B17 và B18 thuộc ngôi mộ của Narmer.

Ngôi mộ của Narmer bao gồm hai gian phòng (B17 và B18) được tìm thấy ở khu vực Umm el-Qa'ab của Abydos. Nó nằm bên cạnh ngôi mộ của Ka, vị vua đã cai trị Thượng Ai Cập ngay trước vương triều của ông.
Narmer cũng còn được chứng thực ở khắp Ai Cập và tại miền Nam Canaan. Tại Ai Cập, serekh của ông đã được tìm thấy tại 12 địa điểm: ba nằm ở Thượng Ai Cập (Hierakonpolis, Naqada, và Abydos), bảy thuộc Hạ Ai Cập (Tarkhan, Helwan, Zawyet el'Aryan, Tell Ibrahim Awad, Ezbet el-Tell Minshat Abu Omar, và Kafr Hassan Dawood), và một ở sa mạc miền Đông (Wadi el-Qaash), và một ở sa mạc miền Tây (Ốc đảo Kharga).
Trong suốt vương triều của Narmer, Ai Cập đã thực sự có một sự hiện diện về kinh tế ở miền nam Canaan. Những mảnh vỡ của bình gốm đã được phát hiện tại một số địa điểm, có thể chúng được làm ở Ai Cập và được du nhập vào Canaan hoặc có thể được thực hiện theo phong cách Ai Cập bằng các vật liệu địa phương. Việc phát hiện ra điều này đã dẫn đến kết luận cho rằng sự hiện diện của Ai Cập ở Canaan là dưới hình thức của một thuộc địa chứ không phải chỉ là kết quả của sự giao lưu thương mại. Mặc dù vậy quan điểm về sự hiện diện của Ai Cập ở Canaan được giải thích như là kết quả của một cuộc xâm lược quân sự, lại không được chấp nhận. Những công sự tại Tel es-Sakan có niên đại vào thời kỳ này và gần như hoàn toàn được xây dựng theo phong cách Ai Cập có thể cho thấy giả thuyết về một sự hiện diện quân sự, chứ không phải là một cuộc xâm lược quân sự.
Phạm vi ảnh hưởng của người Ai Cập ở phía nam Canaan còn được thể hiện qua sự phát hiện 33 serekhs trên những mảnh gốm vỡ tại các vùng ở Canaan có niên đại từ thời kỳ Tiền vương triều cho đến giai đoạn đầu vương triều thứ nhất. Mười ba trong số này thuộc về Narmer, và đến từ sáu địa điểm khác nhau: Tel Arad, En Besor (Ein HaBesor), Tel es-Sakan, Nahal Tillah (Halif Terrace), Tel Erani, và Lod. Một serekh khác ở Lod được cho là thuộc về vị vua tiền triều của Narmer, Ka Đáng chú ý là chỉ có một trong số đó thuộc về vị vua kế vị của Narmer, Hor-Aha. Các serekhs còn lại thì không có tên trên đó hoặc có một cái tên không thuộc về bất cứ vị pharaon nào đã được biết đến. serekh của Narmer, cùng với của các vị vua khác thuộc thời kỳ Tiền vương triều và vương triều thứ nhất, đã được tìm thấy tại Wadi Ameyra ở miền nam Sinai, tại đây có các dòng chữ được khắc để nhằm kỷ niệm các cuộc khai phá mỏ của người Ai Cập tại khu vực này.
Sau khoảng 200 năm có mặt ở khu vực Canaan, sự hiện diện của người Ai Cập đạt tới đỉnh cao dưới vương triều của Narmer và nhanh chóng suy giảm sau đó.